# 赛音呼都格郭勒
赛音呼都格郭勒，位于中国内蒙古自治区中南部的一条季节性河流，发源于乌兰察布市商都县西井子镇李四村被山顶，东南流至屯垦队镇乌彦沟村转北流，经大库伦乡政府驻地、二股地村、滑家村、古城村、八股地村、八股地水库、新立村、库伦图村、锡林郭勒盟镶黄旗宝格达音高勒苏木哈音淖尔嘎查、苏尼特右旗朱日和镇洪格尔嘎查、桑宝拉格苏木巴彦淖尔嘎查等地，最后于桑宝拉格苏木政府驻地以东注入桑宝拉格苏木布朗诺尔。河长176千米，流域面积4240.45平方千米，河道平均比降为3.51‰。赛音呼都格郭勒平时无水，汛期有洪水时有水汇入布朗诺尔。
在2021年商都县人民政府发布的河湖管理范围的公告中，赛音呼都格郭勒在商都县境内河道长度69.16米，左岸划界长度70.28千米，右岸划界长度67.92千米。
在2021年苏尼特右旗人民政府关于划定主要河湖管理范围的公告中，将赛音呼都格郭勒作为包尔罕挺郭勒的右岸支流，在苏尼特右旗境内的河道长度90772.88米，左岸划界长度83.43千米，右岸划界长度85.39千米。